# روسریتو
«روسریتو» تک‌آهنگی به خوانندگی مهدی یراحی است که در حمایت از جنبش زن، زندگی، آزادی و نافرمانی مدنی در ۳ شهریور ۱۴۰۲ منتشر شد. این تک‌آهنگ پس از انتشار مورد استقبال گستردهٔ جامعه و مردم و شخصیت‌ها قرار گرفت. در ۶ شهریور ۱۴۰۲، چهار روز پس از انتشار این تک‌آهنگ، مهدی یراحی بازداشت شد. بخشی از اجرای این تک‌آهنگ در رسانه‌های اجتماعی مهدی یراحی به یک میلیون بازدید رسید و پس از دستگیری او توسط جمهوری اسلامی اینستاگرامش از دسترس خارج شد. بخاطر انتشار این تک ترانه، مهدی یراحی به حکم شعبه ۲۶ دادگاه انقلاب اسلامی تهران، مبنی بر ۷۴ ضربه شلاق در شعبه چهارم اجرای احکام دادسرای امنیت اخلاقی تهران محکوم که در ۱۵ اسفند ماه ۱۴۰۳ اجرا و به گفته مصطفی نیلی وکیل وی، در هنگام شلاق، «خدیا شکرت» را از زبان وی شنیده است.

## تاریخچه
این آهنگ نسخه‌ای ویرایش شده از آهنگ «از خودت خبر بیار» از آلبوم امپراتور است که مهدی یراحی آن را سال ۱۳۹۲ خوانده بود.

## واکنش‌ها
انجمن قلم آمریکا: خبر دستگیری یراحی همزمان شد با اعلام حکومت ایران مبنی بر اینکه «فعالان فرهنگی» که «برخلاف منافع ملی» عمل می‌کنند – از جمله هنرمندان زن و بازیگرانی که حجاب خود را حذف می‌کنند – اجازه فعالیت در کشور را نخواهند داشت.

این ممنوعیت‌هایی که علیه «فعالان فرهنگی» انجام می‌شود، یادآور کمپین تداوم حکومت ایران برای سرکوب هر گونه بیان هنری است که جرات به چالش کشیدن وضعیت موجود را داشته باشد. اقدام قانونی علیه مهدی یراحی نشان دهنده سرکوب سیستماتیک و وحشیانه آزادی بیان دموکراتیک توسط رژیم ایران است. جولی تربو، مدیر Artists at Risk Connection، گفت: ما با هنرمندان و فعالان فرهنگی ایران که از حقوق و آزادی‌های اساسی دفاع می‌کنند، همبستگی می‌کنیم و خواهان رفع همه اتهامات علیه یراحی هستیم.